# Gare d’Albert
Gare d’Albert – stacja kolejowa w Albert, w departamencie Somma, w regionie Hauts-de-France, we Francji.
Została otwarta w 1846 przez Compagnie des chemins de fer du Nord. Jest stacją Société nationale des chemins de fer français (SNCF), obsługiwaną przez pociągi TER Picardie.